# Hubertus Werner
Hubertus Werner (* 1916; † 19. Januar 1988 in Mannheim) war ein deutscher Allgemeinarzt und ärztlicher Standespolitiker.

## Leben und Wirken
Hubertus Werner gehörte 1948 zu den Mitbegründern des Marburger Bundes. 1951 ließ er sich in Mannheim als Allgemeinarzt nieder.
Von 1963 bis 1981 war er Vorsitzender des Finanzausschusses der Bundesärztekammer, von 1971 bis 1979 Lehrbeauftragter für Allgemeinmedizin am Klinikum Mannheim der Universität Heidelberg.
Er war wesentlich am Ausbau der Versorgungsanstalt Tübingen für das Land Baden-Württemberg beteiligt.

## Ehrungen
- 1965: Albert-Schweitzer-Medaille
- 1979: Verdienstmedaille des Landes Baden-Württemberg
- 1980: Oskar-Barber-Medaille
- 1981: Paracelsus-Medaille der Deutschen Ärzteschaft